# سینکو رانچ (تگزاس)
سینکو رانچ (به انگلیسی: Cinco Ranch) یک منطقهٔ مسکونی در ایالات متحده آمریکا است که در تگزاس واقع شده‌است. سینکو رانچ ۱۲٫۸ کیلومتر مربع مساحت و ۱۸٬۲۷۴ نفر جمعیت دارد و ۳۴ متر بالاتر از سطح دریا واقع شده‌است.